# Rabe Agrartechnik
Die Rabe Agrartechnik GmbH ist ein Hersteller landwirtschaftlicher Maschinen und Geräte mit Sitz im niedersächsischen Bad Essen.
Schwerpunkt der wirtschaftlichen Aktivitäten ist die Weiter- und Neuentwicklung von Bodenbearbeitungsgeräte der Marke Rabe.

## Geschichte

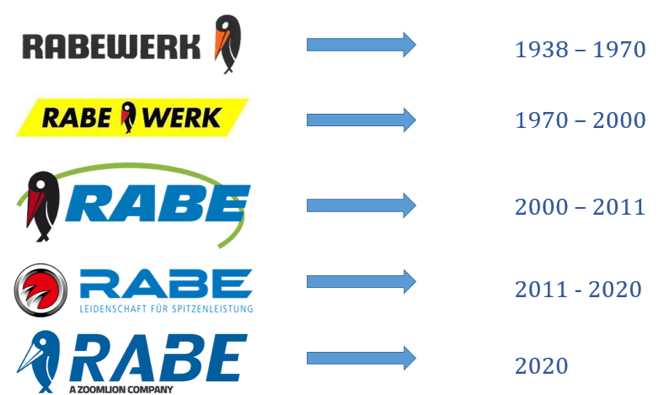
Logos 1938–2020

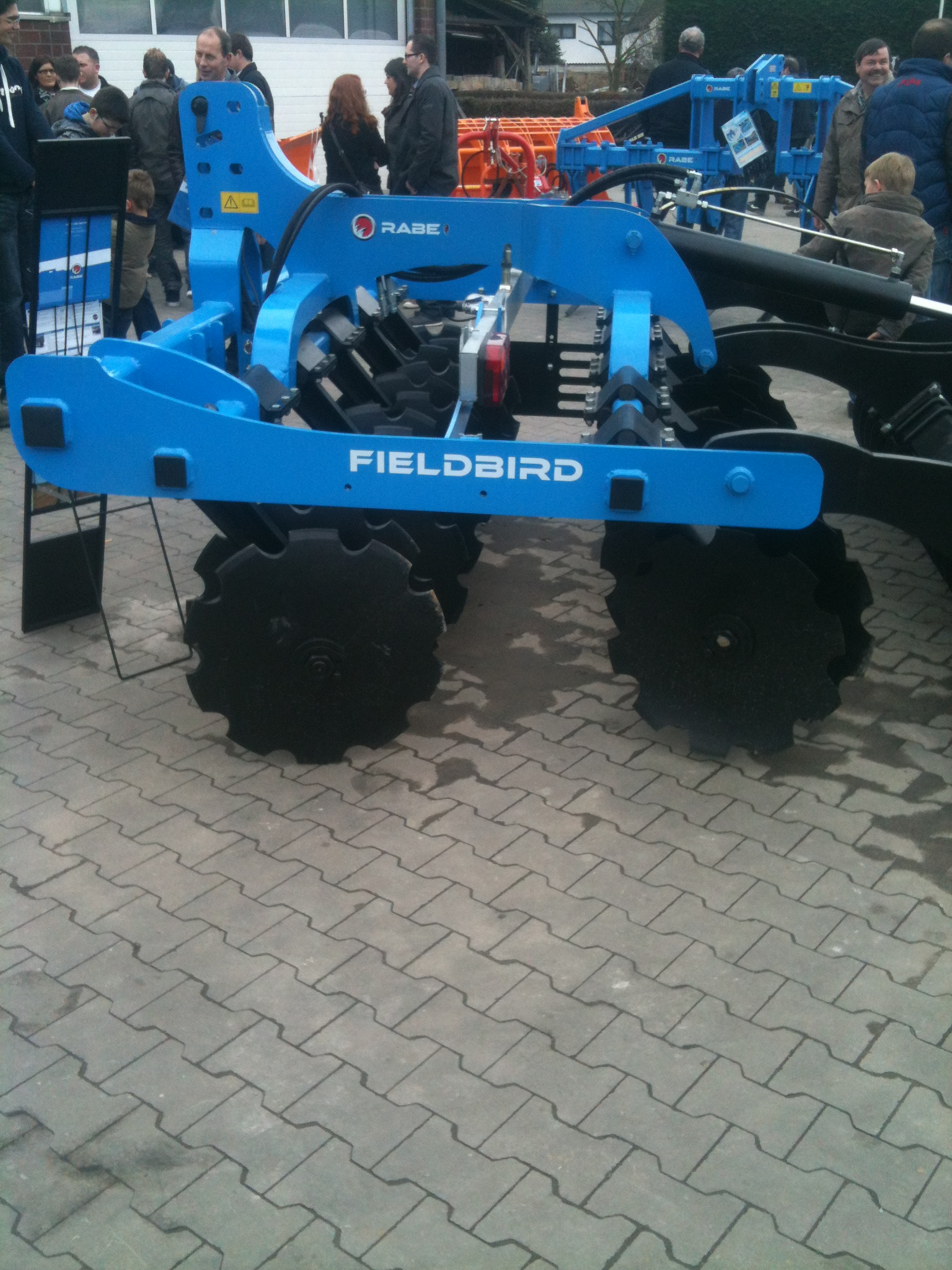
Kurzscheibenegge Rabe Fieldbird

Das Unternehmen wurde im Jahr 1889 von J. F. Klausing gegründet und stellte im Wesentlichen Pflüge, aber auch andere Geräte für die landwirtschaftliche Bodenbearbeitung her. 1938 wurde das heutige Stammwerk im Bad Essener Ortsteil Linne als „Rabewerk“ von Heinrich Klausing erbaut, dem 1976 der Bau eines Zweigwerkes in Frankreich folgte. Mit der Produktion von Sämaschinen wurde 1989 begonnen und das ehemalige Saxonia-Werk in Bernburg im Jahre 1992 erworben.
Nach wirtschaftlich schwierigen Zeiten infolge eines Generationskonflikts wurde im Jahr 2001 ein Neuanfang unter Führung von Herrn von Allwörden gewagt und die Rabe Agrarsysteme GmbH & Co. KG gegründet. Im April 2006 fand erneut ein Eigentümerwechsel statt. Unter Führung von Stephanie Andrea Egerland übernahm ihre Familie das Unternehmen, das nun unter dem Namen Rabe Agri GmbH firmierte. Nach nur vier  Jahren und Millionen Verlusten (operativ −11,5 Mio. Euro; bilanziell −16,8 Mio. Euro) musste  am 21. März 2011 die Alleingeschäftsführerin beim zuständigen Amtsgericht in Osnabrück einen Insolvenzantrag wegen Zahlungsunfähigkeit stellen. Ein Antrag auf Insolvenz in Eigenverantwortung wurde abgelehnt. Am 1. Juli 2011 wurde das Insolvenzverfahren eröffnet.
Im September 2011 wurde Rabe Agri von Grégoire-Besson übernommen und eine neue Geschäftsleitung ernannt. Rabe Agri GmbH wurde in Grégoire-Besson GmbH umbenannt.
Im Juli 2019 wurde bekannt, dass die Geschäftsführung der Grégoire Besson GmbH einen Insolvenzantrag in Eigenverwaltung gestellt hat. Ziel sei der Erhalt der Betriebsstätte und der Arbeitsplätze in Bad Essen.
Im Mai 2020 erwarb Zoomlion, Chinas führender Baumaschinenhersteller, der neben Baggern, Kränen und anderen Baugeräten auch Traktoren und Erntemaschinen produziert, die insolvente Grégoire Besson GmbH in Bad Essen. Dies war der Neustart der „Rabe Agrartechnik Vertriebsgesellschaft mbH.“ Durch diesen Erwerb hat sich Zoomlion einen deutschen Hersteller gesichert, um in den Bereich der Bodenbearbeitungsgeräte einzusteigen.